# Felix Calonder
Felix Louis Calonder (Scuol, 7 dicembre 1863 – Zurigo, 14 giugno 1952) è stato un politico svizzero.
Nel 1913 è stato eletto nel Consiglio federale svizzero, rimanendovi fino al 1920. Nel corso del suo mandato ha diretto il Dipartimento dell'interno dal 1913 al 1917 e il Dipartimento politico dal 1918 al 1919.
Era rappresentante del Partito Liberale Radicale.
Ha ricoperto la carica di Presidente della Confederazione svizzera nel 1918.